# Línia Manresa-Súria
La línia Manresa-Súria es una línia de ferrocarril d'ample de via mètric situada a la comarca del Bages, no electrificada i destinada exclusivament al trànsit de trens de mercaderies, posada en servei l'any 1924 per la Compañía General de los Ferrocarriles Catalanes (CGFC). Uneix les estacions de Manresa-Alta i Súria, des de l'any 1996 a través de la línia de de Manresa a Sallent per una variant de traçat. Va ser transferida a FEVE el 1977, i a Ferrocarrils de la Generalitat de Catalunya el 1979.

## Història
La creació de la Compañía General de Ferrocarriles Catalanes (CGFC) el 1919 es va fer integrant les tres companyies que explotaven els ferrocarrils a partir dels quals va formar la xarxa i un altre que en aquell moment es trobava en construcció: era la que devia anar des de l'estació de Manresa Alta fins a la vila de Súria. La construcció es va concedir com a ferrocarril miner a la societat Solvay & Cie el 5 de setembre de 1918. Aquesta empresa belga del sector químic es va establir a Espanya l'any 1904, i a partir del 1913 va començar a adquirir els drets de diverses concessions mineres del Bages. Per a l'explotació d'aquestes concessions, el 25 de setembre de 1920 es va constituir la societat Minas de Potasa de Súria S.A. (MPS), de la qual Solvay & Cie tenia el 82% del capital. Mentre es produïen aquests fets legals, Solvay va decidir la construcció de la línia de Manresa a Súria per donar sortida als minerals extrets a les mines i transportar-los bé a les seves instal·lacions a Catalunya, bé a la nova estació del Port, que formava part de la línia que la CGFC estava construint en aquell moment.
Degut a les grans inversions que estava realitzant la CGFC, la Junta General d'accionistes del 14 d'octubre de 1921 va decidir ampliar el capital social de l'empresa. Finalment, només va trobar un subscriptor d'aquesta ampliació, que va ser la societat Solvay & Cie, que va aportar 10 milions de pessetes. Una part d'aquesta ampliació de capital no es va cobrir amb diners, sinó per l'aportació de la concessió, obres i instal·lacions de la línia de Súria. L'escriptura de traspàs es va signar el 16 d'octubre de 1922. L'1 de març de 1923, la CGFC va sol·licitar la conversió de la concessió de ferrocarril miner a ferrocarril secundari de servei públic, atorgant-li la nova concessió el 6 de maig de 1924. La línia va ser inaugurada poc després, el 13 d'agost de 1924.
Malgrat que es va construir per imperatius industrials, des de la posada en servei l'any 1924 i fins al 1939 també va rebre trens de viatgers regulars des de l'estació de Manresa Alta.
Davant les nombroses pèrdues econòmiques arrossegades durant els exercicis de 1975 i 1976, i malgrat els plans de modernització d'instal·lacions i material, la CGFC va renunciar a l'explotació de les seves línies, inclosa aquesta, que varen passar a mans de l'empresa pública FEVE des de l'1 de gener de 1977. Aquest fet es va produir en el període de transició de la dictadura franquista a la democràcia. El 29 de setembre de 1977 es va restaurar la Generalitat de Catalunya, i seguidament començaren les transferències de competències. Entre elles, les dels transports realitzats dins de la comunitat autònoma el 28 de juliol de 1978. Les línies de l'antiga CGFC varen passar a ser titularitat de la Generalitat el 2 de novembre següent. Transitòriament se'n va fer càrrec directament la Conselleria de Política Territorial i Obres Públiques, fins que el 5 de setembre de 1979 es va constituir l'empresa pública Ferrocarrils de la Generalitat de Catalunya (FGC).
El 13 de maig de 1996 es va posar en servei una variant de traçat de la línia. De 3,1 km de longitud, començava al quilòmetre 6+186 de la línia de Manresa a Sallent, al costat dels masos de Sant Iscle i Can Graells, i enllaçava amb el traçat original prop de la masia Les Torres de Bages i l'ermita de Sant Jaume, a Sant Joan de Vilatorrada. Substituïa el traçat original de la línia, de 3,7 km de longitud, que travessava els carrers dels barris de Poble Nou i Mión-Puigberenguer-Poal de Manresa, i que amb el creixement urbà havia quedat envoltat per les vivendes, causant greus problemes d'integració urbana.

## Descripció de la línia

### Traçat original desmantellat
Originalment, la línia començava a una bifurcació que hi havia a mig camí entre les estacions de Manresa-Alta i Manresa-Baixador. Antigament hi havia un enllaç en triangle, per tal que els trens poguessin anar directament des de Súria fins a l'estació de Manresa-Riu. Després enfilava cap al nord, travessant els actuals barris de Poble Nou i Mión-Puigberenguer-Poal de Manresa, pels actuals carrers de la Font del Gat i Avinguda Universitària. El traçat seguia a través dels camps de conreu, descrivint una corba i contra-corba a prop de la granja Can Fèlix, ja en el terme de Sant Joan de Vilatorrada. Una nova corba a l'esquerra i una altra a la dreta feia passar la línia per sobre del torrent de les Torres, i amb una altra corba a l'esquerra el traçat enllaçava amb l'actual just al peu de la masia Les Torres de Bages i l'ermita de Sant Jaume.

### Traçat actual
El tren surt de Manresa pel triangle ferroviari de l'estació de Manresa Alta i s'enfila a través d'una platja de vies cap al nord, passant abans pel pont de l'avinguda de les Bases de Manresa. Posteriorment, i ja en via única, la línia passa per sobre de l'avinguda dels Dolors mitjançant un pont. Més tard, i en línia recta, la via passa pel costat de la construcció del nou Parc Tecnològic Central on fa uns anys s'havia estudiat la construcció d'un baixador. Més enllà, segueix per un costat del Parc de l'Agulla, alhora que passa per sota de la séquia i del camí rural que enllaça el parc amb el polígon industrial que hi ha als voltants de la barriada del Guix. Després deixa Manresa.
Un cop deixat el Parc de l'Agulla, la línia passa per sota l'eix transversal C-25 i s'enfila cap a l'església romànica i conjunt vinícola de Sant Iscle, on es bifurca de la línia de Sallent. El traçat passa sota un camí rural que condueix a les instal·lacions de la Fundació Ampans. La línia descriu una gran corba cap a l'esquerra vorejant la urbanització de La Pineda de Bages, tot passant per sota la carretera B-4501 i sortint del terme municipal de Santpedor.
Seguint pel terme de Sant Joan de Vilatorrada, la via passa pel costat del Centre Penitenciari Lledoners. Pocs centenars de metres després hi ha el primer viaducte, el de Joncadella, de 169 metres de longitud i 25 d'alçada. Antigament, poc abans d'aquest viaducte hi havia un baixador, que es feia servir un cop l'any amb motiu de l'aplec a l'ermita propera. Un cop travessat aquest, s'arriba al petit nucli de Sant Martí de Torroella, que la via voreja per la part sud i després se surt de Sant Joan de Vilatorrada.
La via entra a Callús després de passar sota la carretera C-55. La via fa un revolt a l'esquerra, passa pel pont Vallverd (66 metres de llarg i 16 d'alçada) i travessa el nucli urbà de Callús. Antigament a Callús hi havia una estació, que amb el pas dels anys es va convertir en apartador tot i que després es va desmuntar la via d'apartat, quedant com a línia general. També hi havia un pas a nivell que es va substituir per un pas soterrat.
Més tard el traçat passa pel pont de Can Cavaller (82 metres de longitud i 27 d'alçada; pren el nom de la colònia tèxtil) i pel pont del Cementiri (format per una llosa de formigó), seguint un tram complicat de corbes tancades i fortes rampes. La via continua per un voladís i entra en el primer dels dos túnels, el del Cortès (189 metres de longitud), a la sortida del qual hi ha el pont del mateix nom (67 metres de longitud i 22,5 d'alçada). Passa per sobre de l'antiga colònia tèxtil, actualment un barri de Callús, i abandona el seu terme municipal per entrar al de Súria.
El traçat passa per sota d'un pont de construcció moderna que porta cap al mas de Les Comes. Després es travessa l'últim pont, el del Nenus, el més alt de la línia amb 31 metres (i una longitud de 122 metres) i sota el que passa el camí rural que va a la casa rural de Cererols. Després es travessa el darrer túnel, el de Lladó (301 metres de longitud), al sortir del qual s'entra ja a l'estació de Súria.

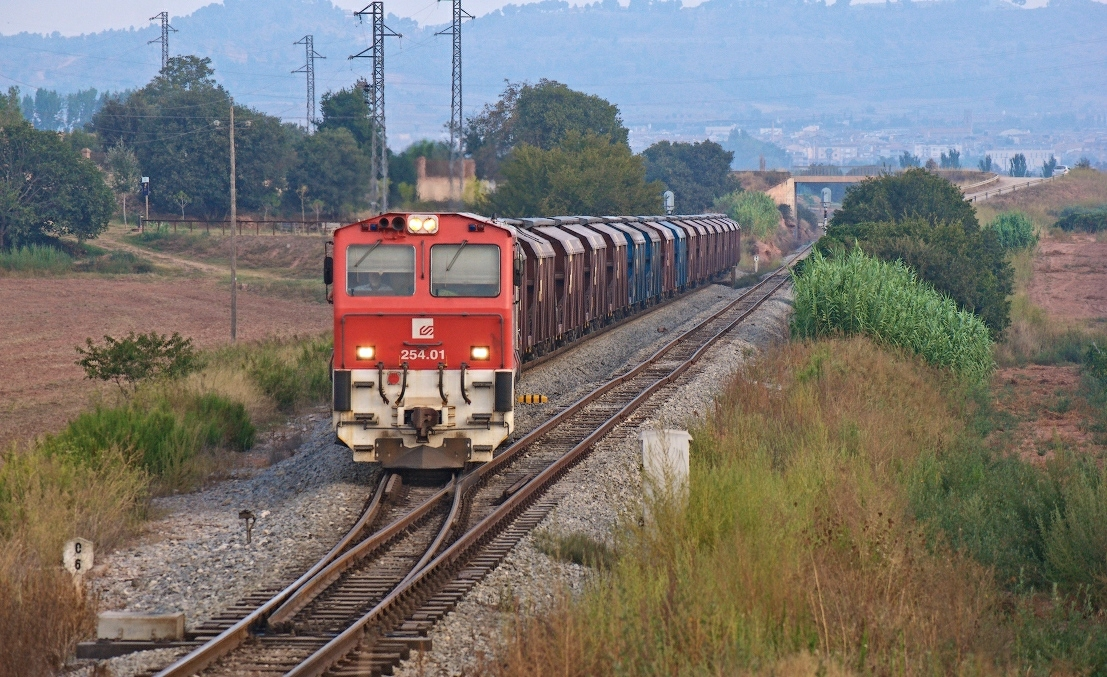
Un tren carregat de potassa en direcció a Manresa, a la bifurcació amb la línia de Sallent a Sant Iscle.
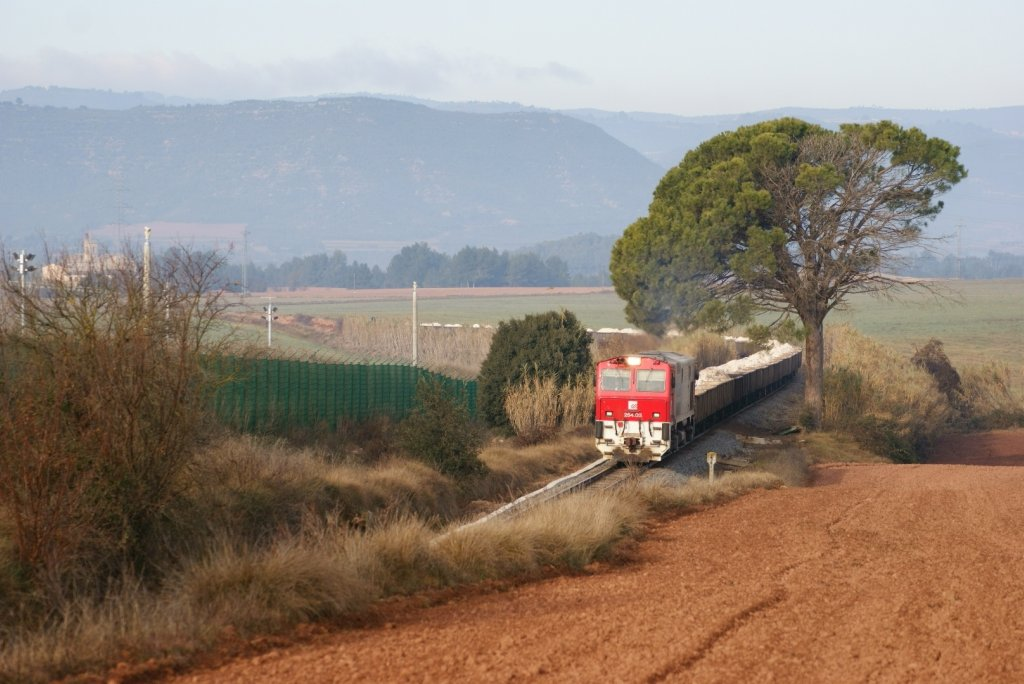
Un tren carregat de sal passa al costat de la presó de Lledoners.
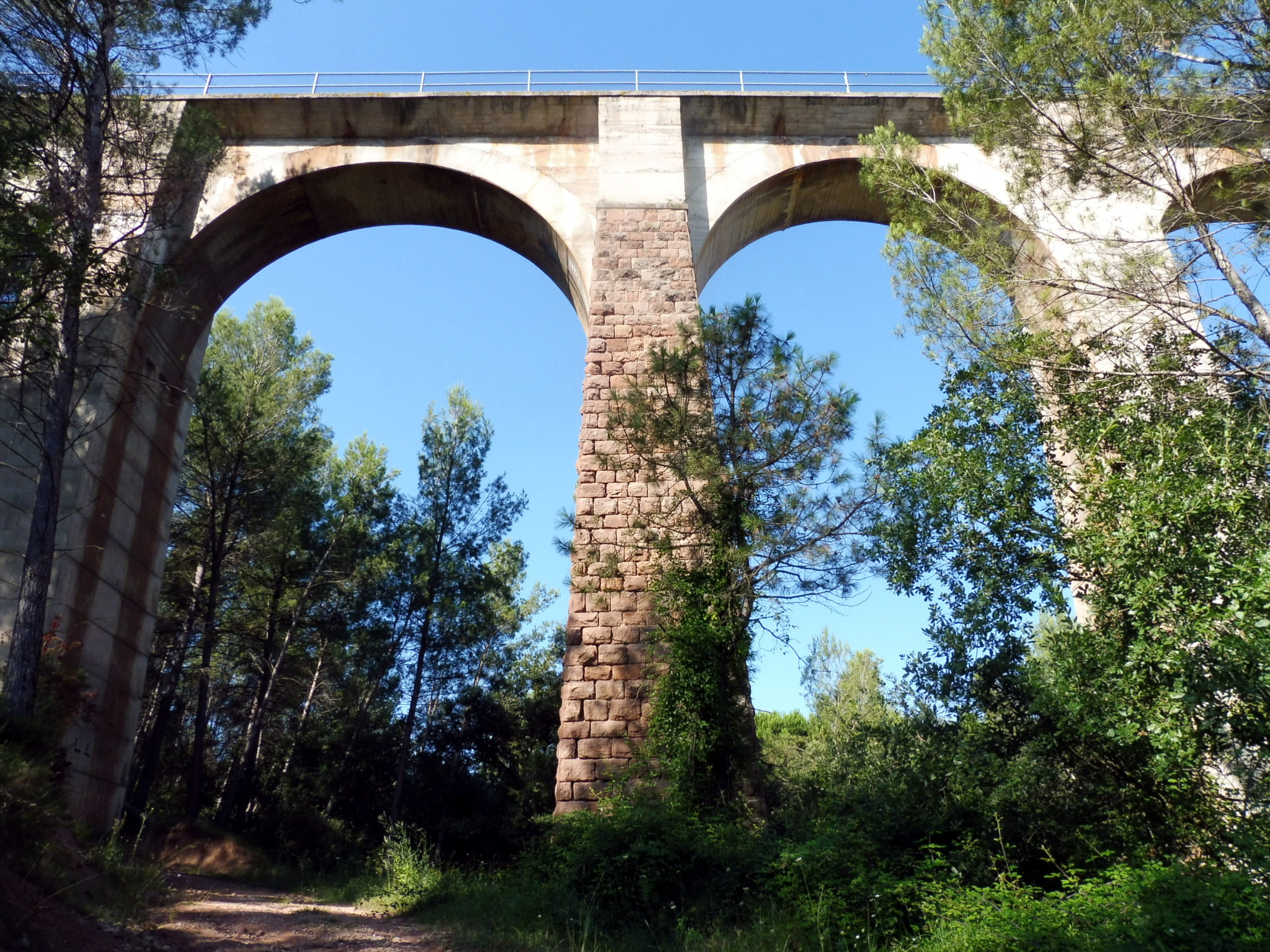
Viaducte de Joncadella.
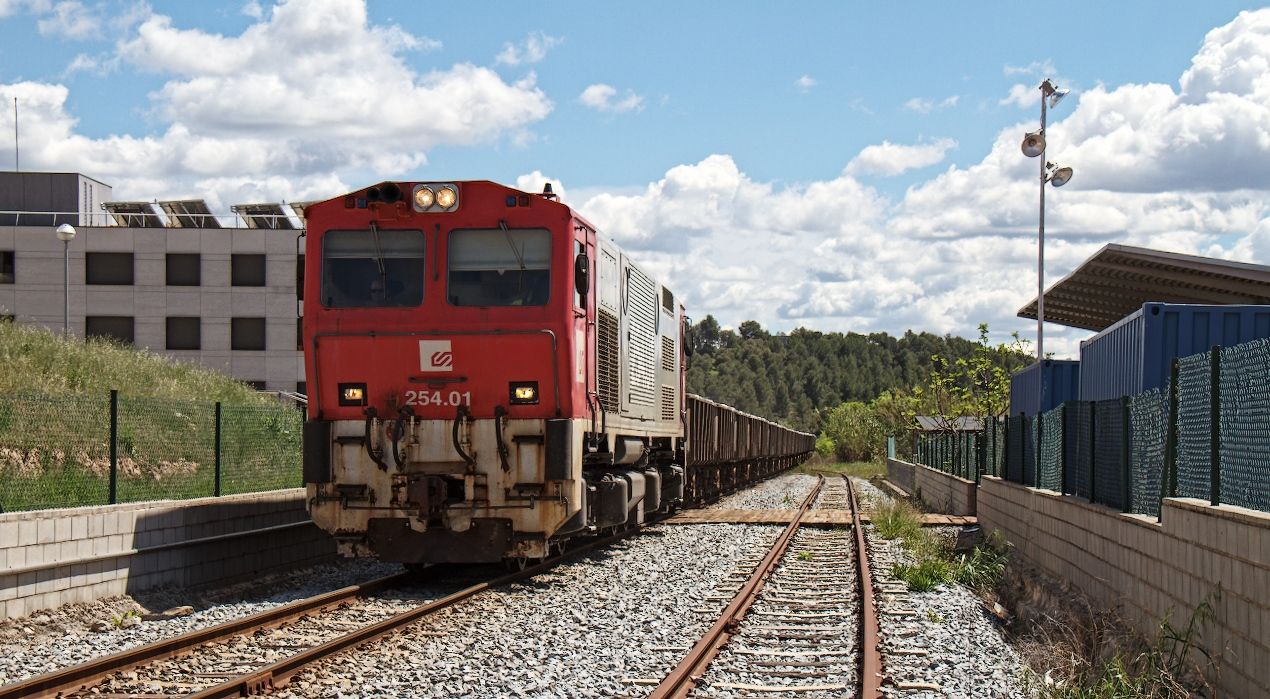
Un tren buit de sal passant per l'antic apartador de Callús.
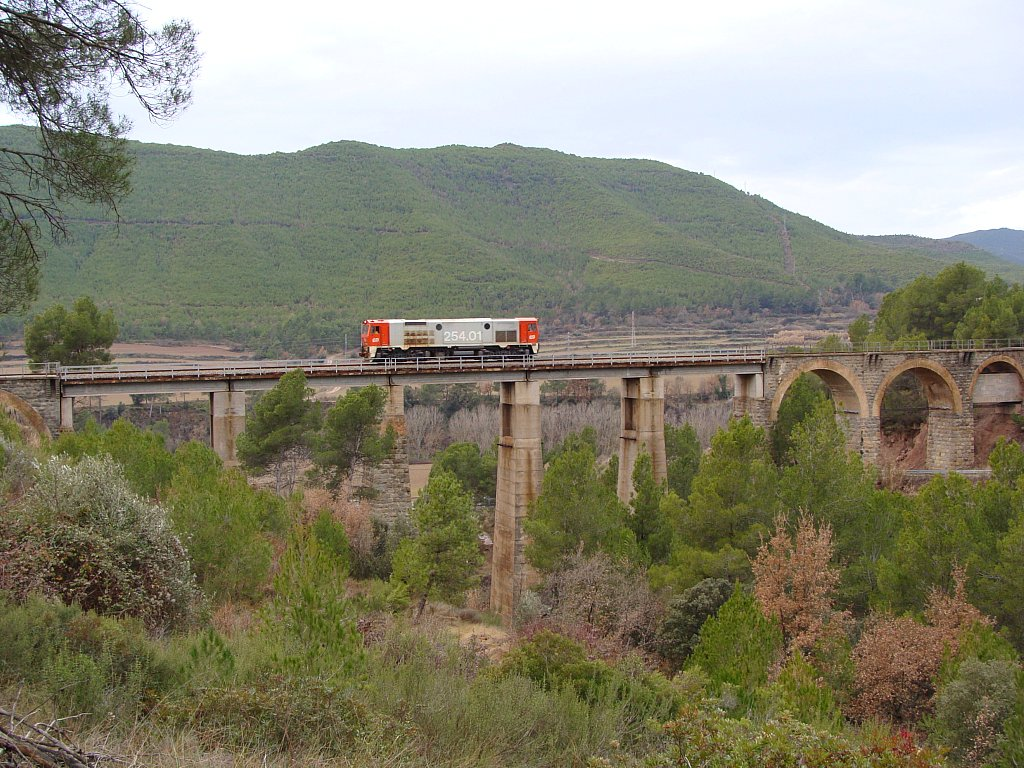
La locomotora 254.01 sobre el pont de Can Cavaller.
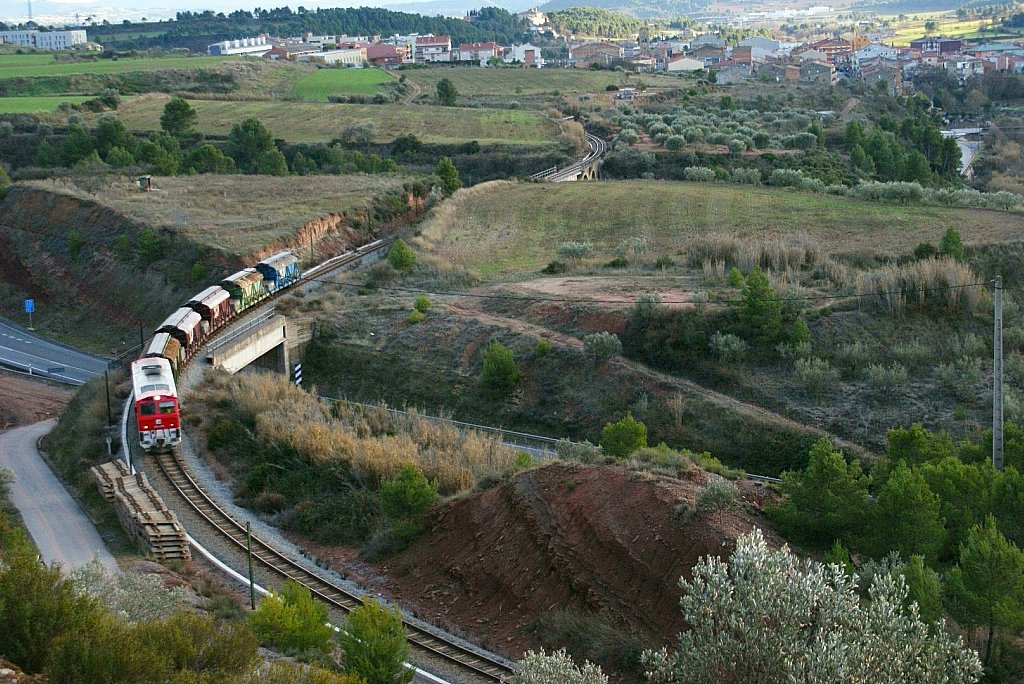
Un curt tren de vagons buits de potassa amb la vila de Callús al fons.

## Operació

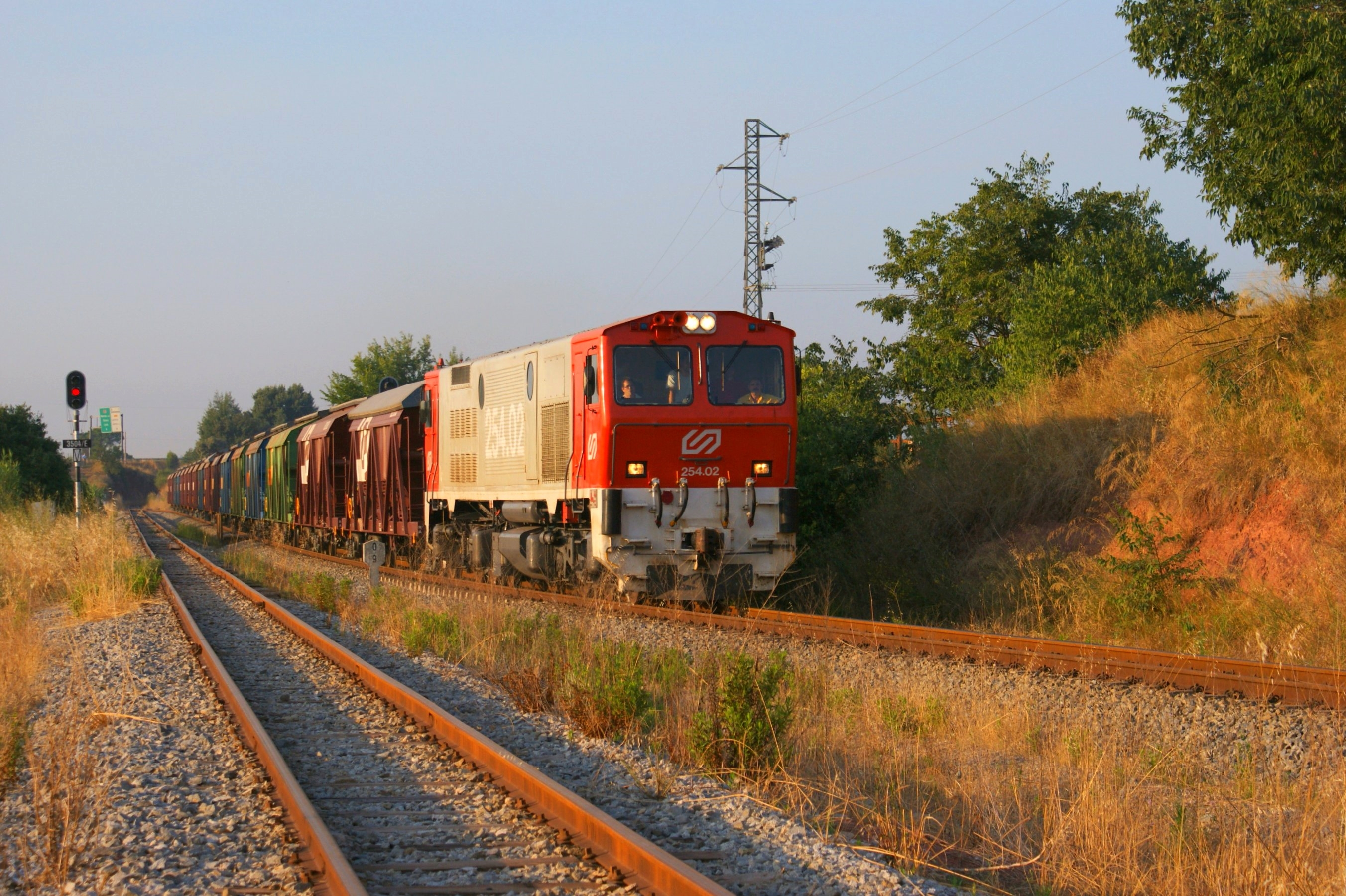
Un tren buit de potassa camí de Súria, a la bifurcació on se separa de la línia de Sallent, a Sant Iscle.

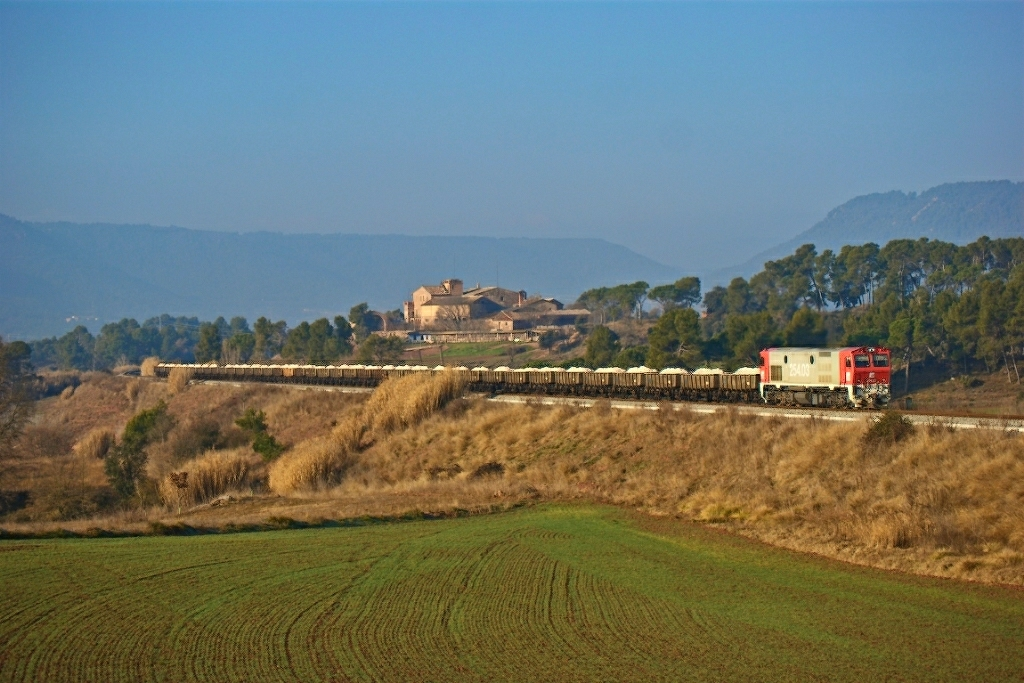
Un tren carregat de sal camí de Martorell, al pas per la Pineda de Bages. Al fons, la masia Les Torres de Bages i l'ermita de Sant Jaume.

### Explotació
Quan es va posar en servei, la línia era explotada mitjançant blocatge telefònic, amb caps de circulació a les estacions de la línia que asseguraven les circulacions mitjançant comunicacions telefòniques. Quan es va construir la variant l'any 1996, FGC va instal·lar el blocatge automàtic, controlat des de l'estació de Manresa-Alta o des del Control de Trànsit Centralitzat (CTC) del Centre Operatiu de Rubí (COR). El blocatge automàtic només regula la circulació per la línia: l'estació de Súria no està automatitzada i només disposa de senyals lluminosos automàtics d'entrada i de sortida: tots els canvis d'agulles i les maniobres es fan manualment.

### Circulacions
Durant l'època de la CGFC, circulaven diversos trens diaris que transportaven potassa i sal cap a les diferents estacions de la xarxa, a més d'altres productes. També hi havia un servei de trens de viatgers entre Súria i Manresa Alta, fins a l'any 1939, on enllaçaven amb els trens que anaven cap a Barcelona. Circulaven dos o tres trens diaris, que trigaven uns 41 minuts en fer el recorregut. Els trens, tant de mercaderies com de viatgers, estaven remolcats per locomotores de vapor, i a partir dels anys cinquanta per les locomotores dièsel de la sèrie 700/1000.
A partir dels anys noranta del segle xx, FGC operava dos serveis diferents. Un era el dels trens que transportaven sal, formats per fins a 40 vagons de la sèrie 63.000 i una locomotora de la sèrie 254, que eren carregats a l'apartador de mines de l'estació de Súria i anaven fins a les instal·lacions industrials de Solvay (després Inovyn) a Martorell. Es feien entre dos i tres trens diaris fins al 30 de juny de 2017, en que va circular el darrer i es va suprimir el servei.
L'altre es el dels trens que transporten potassa, formats per fins a 21 vagons sèrie 63.000 i una locomotora de la sèrie 254. Carregats també a l'apartador de mines de l'estació de Súria, circulen fins a l'Apartador d'Ares (fins al seu tancament l'any 2008) o fins a les estacions de Barcelona-El Port (fins a l'any 2020) o Álvarez de la Campa (a partir de l'any 2020), ambdues al port de Barcelona, on es transbordat a vaixells per a la exportació. Aquest servei es manté operatiu, amb entre una i tres circulacions diàries de dilluns a divendres.
És previst que els propers anys augmentin considerablement les circulacions per aquesta línia, doncs es transportará més potassa i començarà un nou servei pel transport de sal vacuum, com a conseqüència de l'anomenat Projecte Phoenix, que l'empresa ICL Iberia (propietària de les mines del Bages) va presentar l'any 2011. Si s'acompleixen els plans, circularan fins a set trens diaris de dilluns a diumenge.

### Altres usos
L'any 2009 es va posar en marxa un projecte d'ús turístic de la línia, consistent en la circulació de ciclorails entre la vila de Callús i la bifurcació amb la línia de Sallent a Sant Iscle. L'activitat consisteix en el desplaçament per la línia mitjançant uns vehicles accionats amb pedals, com si fossin bicicletes. Aquesta activitat turística es va interrompre l'any 2013 perquè la Diputació de Barcelona va cancel·lar l'ajuda econòmica que aportava. Es va reprendre de nou l'any 2016, amb implicació de la Mancomunitat Intermunicipal del Cardener i diversos ajuntaments de la zona. Els ciclorrails fan servir aquest tram de línia durant els caps de setmana, interceptant la línia per la circulació dels trens de mercaderies.

## Projectes no realitzats

### TramBages
L'any 2009 es va proposar la utilització d'aquesta línia pel transport de viatgers, en el marc del projecte anomenat TramBages, que preveia la construcció d'una línia de Tramvia a Manresa, i la continuació dels trens per les línies de Súria i Sallent, utilitzant vehicles del tipus tramvia-tren. La crisi econòmica que en aquell moment començava a agreujar-se va paralitzar aquest projecte.

### Ample Europeu
En les primeres fases del Projecte Phoenix, FGC i Iberpotash van signar un conveni per redactar el projecte de conversió d'aquesta línia, i de part de la línia Llobregat-Anoia, a l'ample de via estàndard, per enllaçar a Martorell amb el Corredor Mediterrani. No obstant, el projecte no es va arribar a redactar mai, i la idea es va abandonar.